# トリグヴェ・ホーヴェルモ
トリグヴェ・マグヌス・ホーヴェルモ（Trygve Magnus Haavelmo、1911年12月13日 - 1999年7月28日）は、ノルウェーの経済学者（日本人の中には、T・ハーベルモーと呼ぶ人もいる）。第1回ノーベル経済学賞を受賞したラグナル・フリッシュの弟子。フリッシュが創始した計量経済学を発展させた。

## 略歴
- 1911年　ノルウェーのSkedsmoに生まれる。
- 1933年 オスロ大学卒業。
- ラグナル・フリッシュの要請でオスロ経済研究所の研究助手に就任。
- 1939年 - 1947年　アメリカで過ごす（コウルズ委員会に所属する）。
- 1941年 アメリカのハーバード大学で「計量経済学の確率的接近法」を執筆。
- 1946年　Ph.D.を取る。
- 1948年 オスロ大学経済学部教授就任。
- 1979年　オスロ大学を辞める。
- 1989年　ノーベル経済学賞を受ける。
- 1999年　オスロで死去。

## 業績
- 経済学の理論と実証の両分野にわたる多彩な研究業績を挙げた。とりわけ経済行動の相互依存性とその確率的な関係を、経済理論と近代統計学に基づいて測定することを中心とした計量経済学の方法論を、一般性をもつ理論として体系化し、今日の計量経済学の理論的基礎として構築した。この貢献は、経済学説史の上からも特記すべきことである。

- 個々の経済現象は、それを他の諸現象と切り離して分析することができない。仮に経済行動を統計的に測定しようとすると、ごく限られた特殊な状況における観察結果を利用しない限り不可能である。ホーヴェルモは、ある一方的な偏りを測定結果に生じることを論証し、測定の一般原理を明らかにした。

## ノーベル経済学賞受賞
- ホーヴェルモは、近代経済学における資本の理論で生じた投資と資本蓄積との関係の混乱に対して、問題の所在を明示した。この功績が称えられ、1989年にノーベル経済学賞を受賞したが、受賞後のロイターからの電話インタビューに対し「このような賞には感心しない」と答え、それ以上の会話を断った[1]。別のインタビューでは「（受賞は）光栄ではあるが、私はこの賞とは何の関わりも無い」「この賞は現実世界の問題とは全く無関係だ」ともつけ加えた[2]。

## 著作
- "The Method of Supplementary Confluent Relations", 1938, Econometrica
- "The Inadequacy of Testing Dynamic Theory by Comparing the Theoretical Solutions and Observed Cycles", 1940, Econometrica
- "Statistical Testing of Business Cycles", 1943, RES
- "The Statistical Implications of a System of Simultaneous Equations", 1943, Econometrica
- "The Probability Approach in Econometrics", 1944, Econometrica 
  - ホーヴェルモー, T. 著、山田勇 訳、山田勇 編『計量経済学の確率的接近法』岩波書店、1955年。NDLJP:3007656。
- "Multiplier Effects of a Balanced Budget", 1945, Econometrica ("Supp. Notes", 1946)
- "Family Expenditures and the Marginal Propensity to Consume", 1947, Econometrica
- "Methods of Measuring the Marginal Propensity to Consume", 1947, JASA
- "Statistical Analysis of the Demand for Food: Examples of Simultaneous Estimation of Structural Equations", with M.A. Girshick, 1947, Econometrica
- "Family Expenditures and the Marginal Propensity to Consume", 1947, Econometrica
- "Quantitative Research in Agricultural Economics: The Interdependence Between Agriculture and the National Economy", 1947, J of Farm Econ
- "The Notion of Involuntary Economic Decisions",1949, EJ
- "A Note on the Theory of Investment", 1950, RES
- "The Concepts of Modern Theories of Inflation", 1951, Eknomisk Tidssk
- A Study in the Theory of Economic Evolution, 1954.
- "The Role of the Econometrician in the Advancement of Economic Theory", 1958, Econometrica
- A Study in the Theory of Investment, 1960.
- "Business Cycles II: Mathematical Models", 1968, IESS
- Variation on a Theme by Gossen, 1972 (Swedish)
- "What Can Static Equilibrium models Tell Us?", 1974, Econ Inquiry
- "Econometrics and the Welfare State", 1990, Les Prix Nobel de 1989